# Пономаренко, Василий Арсентьевич
Василий Арсентьевич Пономаренко (25 августа 1915 — 9 марта 2000) — передовик советского сельского хозяйства, тракторист совхоза «Суховский» Пролетарского района Ростовской области, Герой Социалистического Труда (1971).

## Биография
Родился в 1915 году в селе Соловцовка, ныне Пензенского района Пензенской области в крестьянской семье. Завершил обучение в двух классах начальной школы. В 1924 году с семьей переехал в хутор Масловка ныне Пролетарского района Ростовской области. Трудиться начал с десятилетнего возраста, вначале помощником в чабанской бригаде, затем по нарядам на разных работах. С 1937 по 1939 годы проходил службу в рядах Красной Армии. После демобилизации, прошёл обучение на курсах трактористов в станице Буденновской и до 1941 года работал в колхозе «Красный путиловец» Пролетарского района.
С 23 июня 1941 года вновь призван в ряды Красной Армии. Участник Великой Отечественной войны.
В июне 1945 года, демобилизовавшись из Красной Армии, возвратился в родные края. С апреля 1957 года трудился в овцесовхозе «Буденовский» трактористом, с 1961 по 1978 годы работал в рисосовхозе «Суховский» трактористом-механизатором.
За выдающиеся успехи, достигнутые в развитии сельскохозяйственного производства и выполнении пятилетнего плана продажи государству продуктов земледелия, Указом Президиума Верховного Совета СССР от 8 апреля 1971 года Василию Арсентьевичу Пономаренко было присвоено звание Героя Социалистического Труда с вручением ордена Ленина и золотой медали «Серп и Молот».
В дальнейшем продолжал трудовую деятельность, показывал высокие результаты в труде. С 1978 года находился на пенсии.
Проживал в Пролетарском районе Ростовской области. Умер 9 марта 2000 года.

## Награды
За трудовые и боевые успехи удостоен:
- золотая звезда «Серп и Молот» (08.04.1971),
- орден Ленина (08.04.1971),
- Орден Отечественной войны II степени (11.03.1985),
- Медаль «За трудовое отличие» (23.06.1966),
- другие медали.